# Scott Bessent
Scott K. H. Bessent (* 1962) je americký investor a manažer hedgeových fondů, zakladatel investiční společnosti Key Square Group, od ledna 2025 ministr financí Spojených států v druhé vládě Donalda Trumpa.
Byl ekonomickým poradcem prezidentské kampaně Donalda Trumpa v roce 2024 a je jeho významným sponzorem.
V listopadu 2024 deník The Wall Street Journal informoval, že Donald Trump nominoval Scotta Bessenta na post ministra financí Spojených států amerických. Stal se prvním homosexuálním ministrem financí v americké historii.